# Trichocolletes albigenae
Trichocolletes albigenae  is een vliesvleugelig insect uit de familie Colletidae.
De bij wordt ongeveer 11 millimeter lang. De soort komt voor in New South Wales, Australië.